# Alfons Zgrzebniok

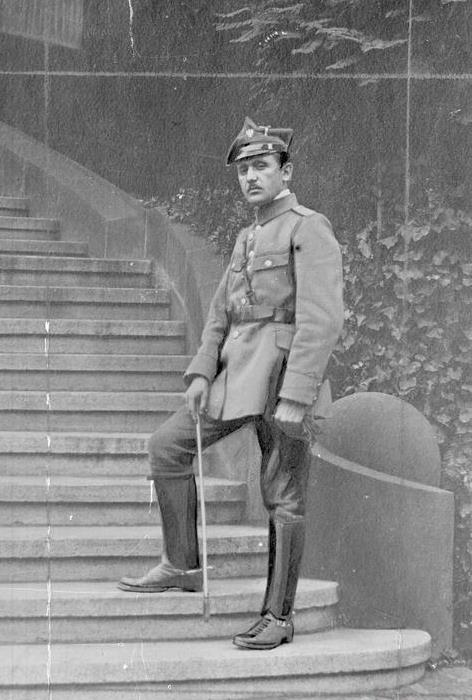
Alfons Zgrzebniok in den 1930ern

Alfons Zgrzebniok (* 16. August 1891 in Dziergowitz, Landkreis Cosel, Provinz Schlesien; † 31. Januar 1937 in Marcinkowice, Gemeinde Chełmiec, Powiat Nowosądecki), Pseudonym „Rakoczy“, war Mitglied der Führung der Polska Organizacja Wojskowa Górnego Śląska (POWGŚl), ab 7. August 1919 als Kommandant dieser Organisation.
Er führte die ersten beiden polnischen Aufstände in Oberschlesien an. Beim dritten Aufstand war er zunächst für die Rekrutierung in der Personalabteilung verantwortlich, danach wurde er Kommandant im Stab der 1. Division der Aufständischen. 1934 wurde er Vize-Woiwode in Białystok.

## Biografie
Alfons Zgrzebniok wurde am 16. August 1891 in Dziergowice (Dziergowitz) geboren. Er besuchte ein Gymnasium in Racibórz (Ratibor). In den frühen 1910er Jahren war er Student an der Universität Breslau, wo er sich dem polnischen Jugendverband „Zet“ anschloss.
Nach dem Beginn des Ersten Weltkriegs wurde Zgrzebniok ins Deutsche Heer eingezogen. Bei Kriegsende war er dreimal verwundet und in den Rang eines Leutnants befördert worden. Ende 1918 trat er der polnischen Militärorganisation (POW) bei und organisierte unter Józef Dreyza lokale POW-Netzwerke im Umland von Kędzierzyn-Koźle und Racibórz. Er wurde ab Februar 1919 als eine polnische Führungsfigur in Oberschlesien angesehen. Er war Teil der Delegation, die dem polnischen Obersten Volksrat in Posen einen Aufstand vorschlug. Anfang Juli ernannte der Rat Zgrzebniok zum Leiter der polnischen Militärorganisation Oberschlesien. Er war der Kommandeur des Ersten Schlesischen Aufstands (16.–26. August 1919). Im September half er bei der Organisation der sog. oberschlesischen Miliz (Milicja Górnośląska). Er arbeitete im Vorfeld der Volksabstimmung eng mit polnischen Aktivisten zusammen. Am 27. Mai 1920 war er Kommandeur bei der Verteidigung des Kommissionshauptquartiers im Hotel Lomnitz während eines Überraschungsangriffs deutscher paramilitärischer Kräfte.
Während des Zweiten Schlesischen Aufstands (19.–25. August 1920) befehligte  die polnisch-schlesischen Streitkräfte. Nachdem POW in Schlesien in die "Zentrale für Leibeserziehung" (Centrala Wychowania Fizycznego) umgewandelt worden war, wurde er deren Vizepräsident. Er war einer der Befehlshaber des Dritten Schlesischen Aufstands (2. Mai – 21. Juli 1921).
In der Frühzeit der Zweiten Polnischen Republik war Zgrzebniok Mitbegründer der Polnischen Aufständischenvereinigung. Er half auch bei der Organisation der "Vereinigung zur Verteidigung der Westgrenze" und eines "Komitees zur Verteidigung von Oberschlesien". Er wurde zum Hauptmann der polnischen Armee befördert. Im November 1922 heiratete er Helena Woźniak. Ab 1923 arbeitete er als Lehrer an einem Gymnasium in Chorzów. Er schrieb auch eine Reihe von Artikeln für die lokale Presse.
Ab 1927 kehrte Zgrzebniok zur Armee zurück, wobei er bis 1931 einer Delegation in der Freien Stadt Danzig angehörte. Seit 1932 war er enger Mitarbeiter von Stefan Kirtiklis, dem damaligen Thorner Wojewoden vom BBWR. Ab 1934 war als Stellvertreter von Kirtiklis der Vize-Wojewode der Woiwodschaft Białystok.
Zgrzebniok starb am 31. Januar 1937 in Marcinkowice im Powiat Nowosądecki an einem Herzinfarkt. Er wurde, seinem Wunsch entsprechend, auf einem Friedhof in Rybnik beigesetzt, auf dem sich eine Abteilung befindet, die den schlesischen Aufständischen gewidmet ist. Seine Beerdigung war ein großes Ereignis und wurde als "vom gesamten polnischen Schlesien besucht" beschrieben.

## Auszeichnungen
Zgrzebniok erhielt er mehrere staatliche Auszeichnungen Polens, darunter:
- Polonia Restituta
- Goldenes Verdienstkreuz
- Tapferkeitskreuz (Krzyż Walecznych)
- Unabhängigkeitskreuz (Krzyż Niepodległości) mit Schwertern
- Virtuti Militari, I. Klasse